# Eberhard Nickel
Eberhard Nickel (* 23. März 1900 in Krotoschin; † 13. Juni 1970) war ein deutscher Politiker (ZENTRUM, CDU).

## Leben und Beruf
Nach dem Besuch der Volksschule und des Gymnasiums studierte er an den Universitäten Heidelberg, München und Münster Rechtswissenschaften. Seit 1919 war er Mitglied der katholischen Studentenverbindung KDStV Arminia Heidelberg. Nach der juristischen Ausbildung war Nickel als Rechtsanwalt in Mönchengladbach tätig.

## Partei
Nickel war ursprünglich Mitglied des Zentrums. Am 24. März 1958 trat er nach einer Koalitionskrise der SPD/FDP/Zentrum-Regierung in Nordrhein-Westfalen gemeinsam mit Jakob Ballensiefen, Ignaz Lünenborg, Peter Tollmann, Heinrich Warczak und Josef Weber zur CDU über. Er war in zahlreichen Gremien des Zentrums aktiv.

## Abgeordneter
Vom 5. Juli 1950 bis zum 12. Juli 1958 war Nickel Mitglied des Landtags des Landes Nordrhein-Westfalen. Er rückte stets über die Landesliste seiner Partei in den Landtag ein. Er war Mitglied im Rat der Stadt Mönchengladbach.